# Kirchenbezirk Lausitz
| Selbständige Evangelisch-Lutherische Kirche Kirchenbezirk Lausitz | Selbständige Evangelisch-Lutherische Kirche Kirchenbezirk Lausitz |
| ----------------------------------------------------------------- | ----------------------------------------------------------------- |
|                                                                   |                                                                   |
| Basisdaten                                                        |                                                                   |
| Leitender Geistlicher:                                            | Superintendent Michael Voigt                                      |
| Kirche:                                                           | Selbständige Evangelisch-Lutherische Kirche                       |
| Kirchenregion:                                                    | Ost                                                               |
| Gemeinden:                                                        | 8 in 6 Pfarrbezirken                                              |
| Anschrift:                                                        | Wilkestraße 36a 03172 Guben                                       |

Der Kirchenbezirk Lausitz ist ein Kirchenbezirk der Selbständigen Evangelisch-Lutherischen Kirche (SELK) und eine Körperschaft des öffentlichen Rechts.

## Struktur
Dem Kirchenbezirk steht als leitender Geistlicher ein Superintendent vor, der mit dem Kirchenbezirksbeirat die Leitung innehat. Weitere Organe sind die Kirchenbezirkssynode, die jährlich tagt. Synodale stellt eine Kirchengemeinde mit jeweils einem Laienvertreter und dem Gemeindepfarrer. Neben der Synode ist der Bezirkspfarrkonvent, dem alle Pfarrer im aktiven Dienst mit Sitz und Stimme angehören, Organ des Kirchenbezirks. Dieser Kirchenbezirk gehört zur Kirchenregion Ost der SELK.

## Lutherische Kirchengemeinden
- Pfarrbezirk Cottbus
  - Evangelisch-Lutherische Kreuzgemeinde Cottbus
  - Evangelisch-Lutherische Petrusgemeinde Döbbrick
  - Evangelisch-Lutherische Gemeinde Senftenberg
- Pfarrbezirk Dresden
  - Evangelisch-Lutherische Dreieinigkeitsgemeinde Dresden
- Pfarrbezirk Görlitz
  - Evangelisch-Lutherische Heilig-Geist-Gemeinde Görlitz
- Pfarrbezirk Guben
  - Evangelisch-Lutherische Gemeinde des Guten Hirten Guben
- Pfarrbezirk Klitten
  - Evangelisch-Lutherische Johannesgemeinde Klitten
- Pfarrbezirk Weigersdorf
  - Evangelisch-Lutherische Trinitatisgemeinde Weigersdorf

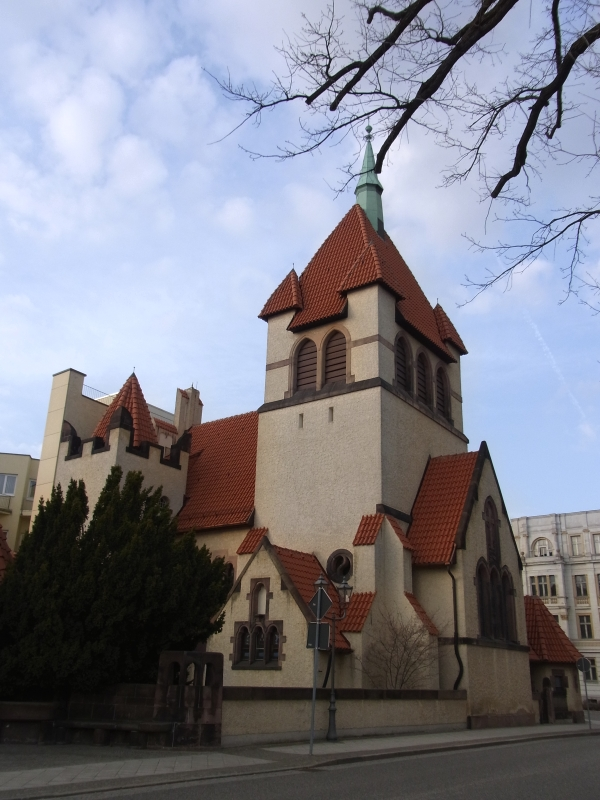
Kirche des guten Hirten, Guben
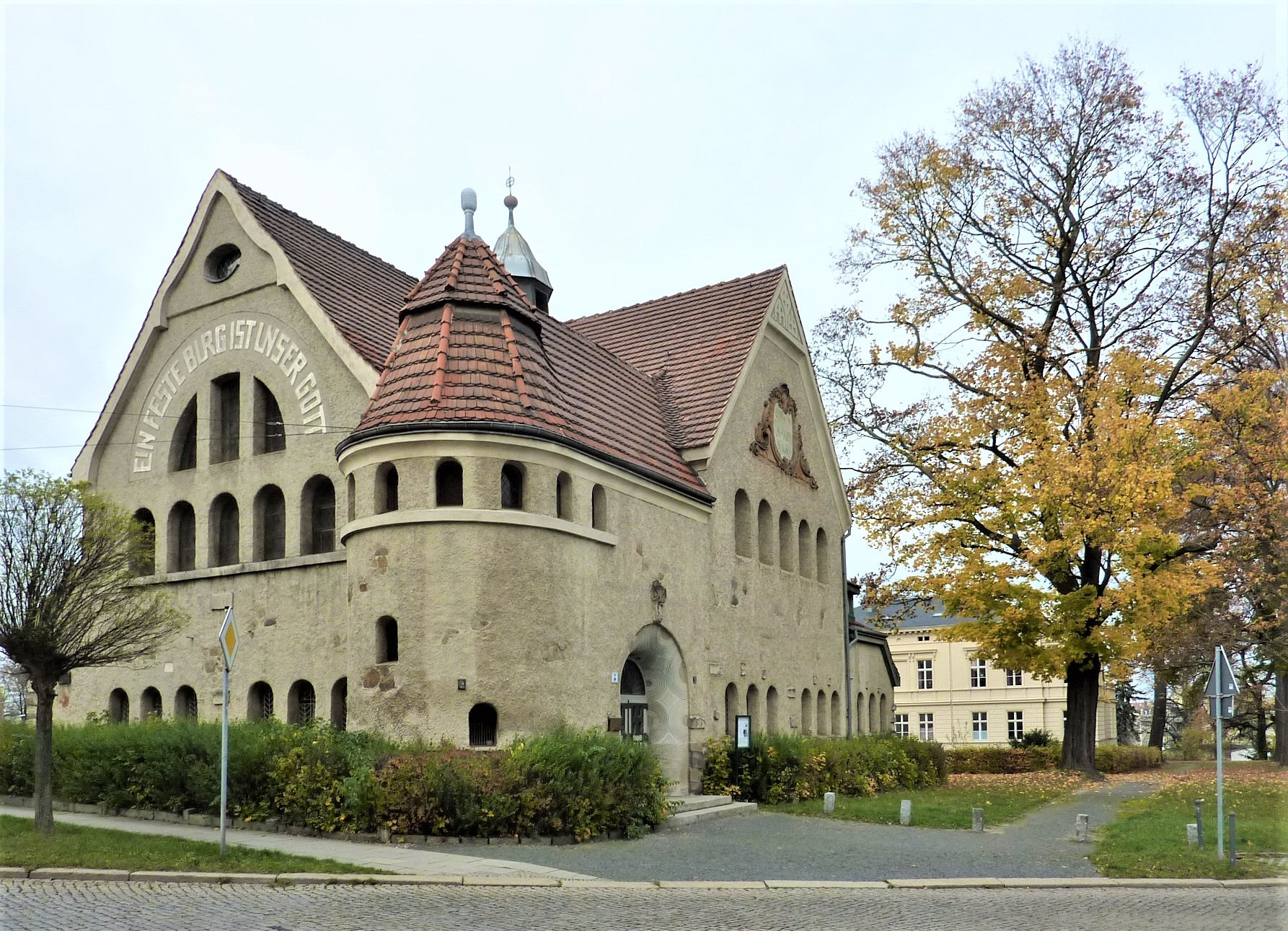
Heilig-Geist-Kirche, Görlitz
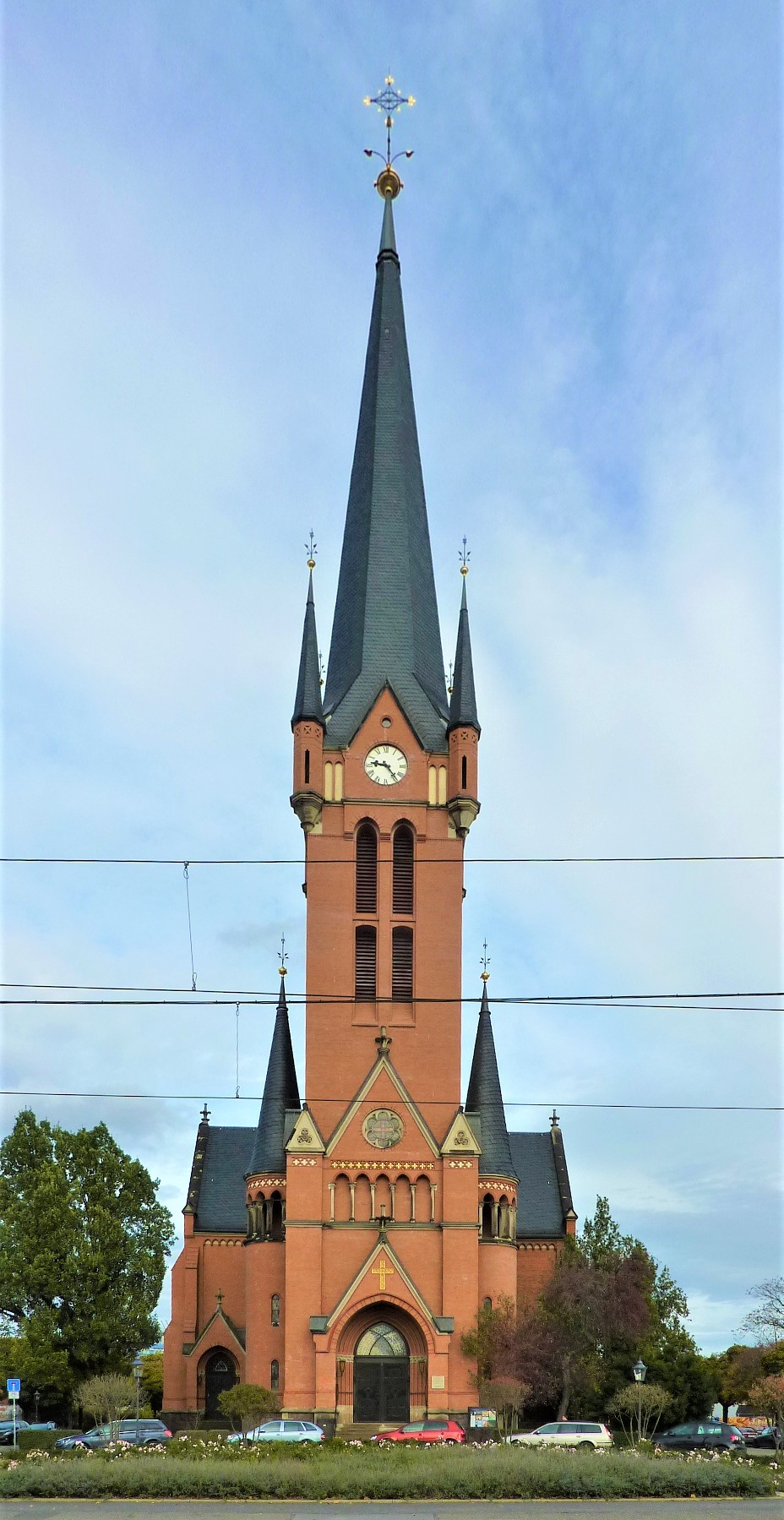
St.-Petri-Kirche, Dresden
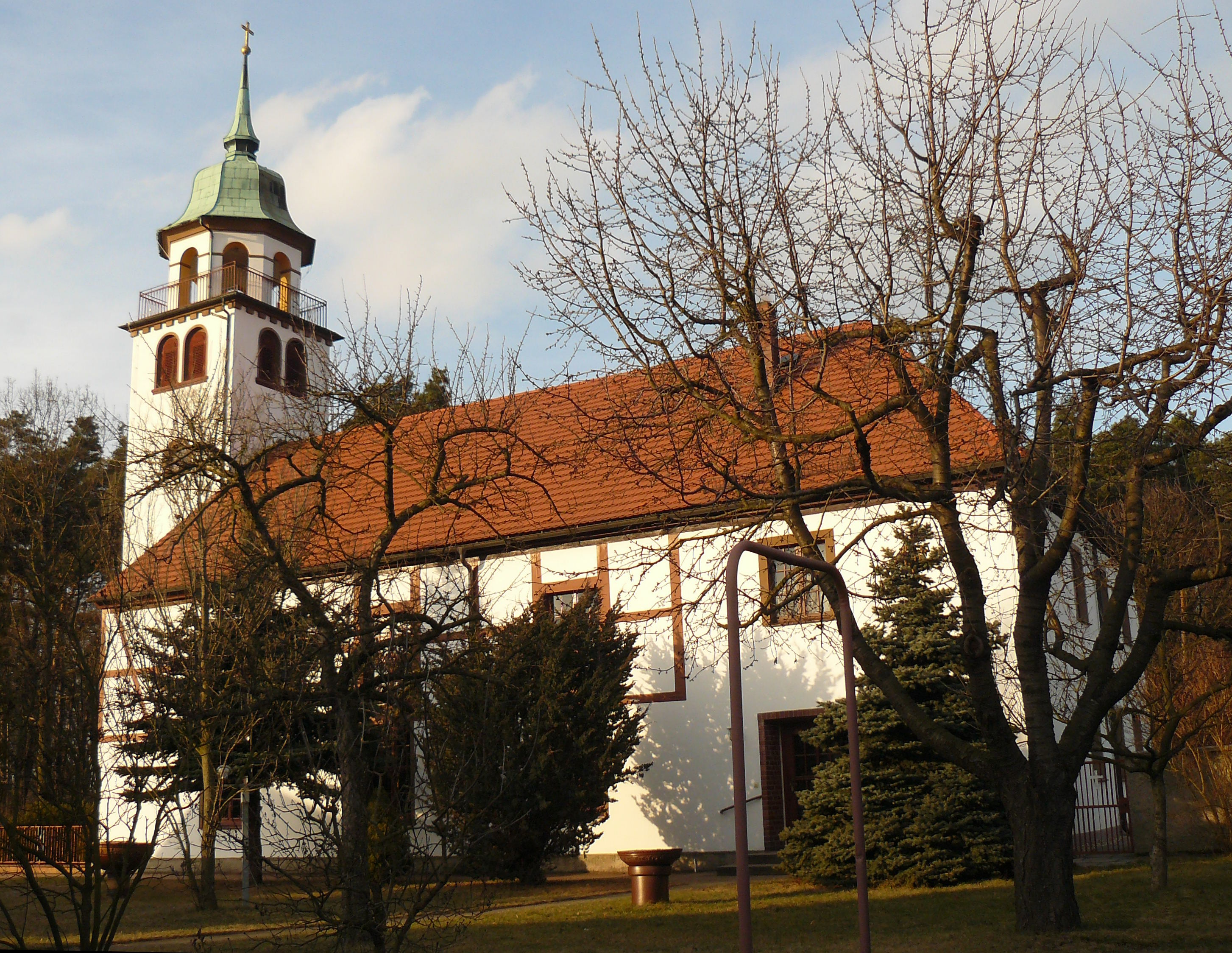
St.-Johannes-Kirche, Klitten
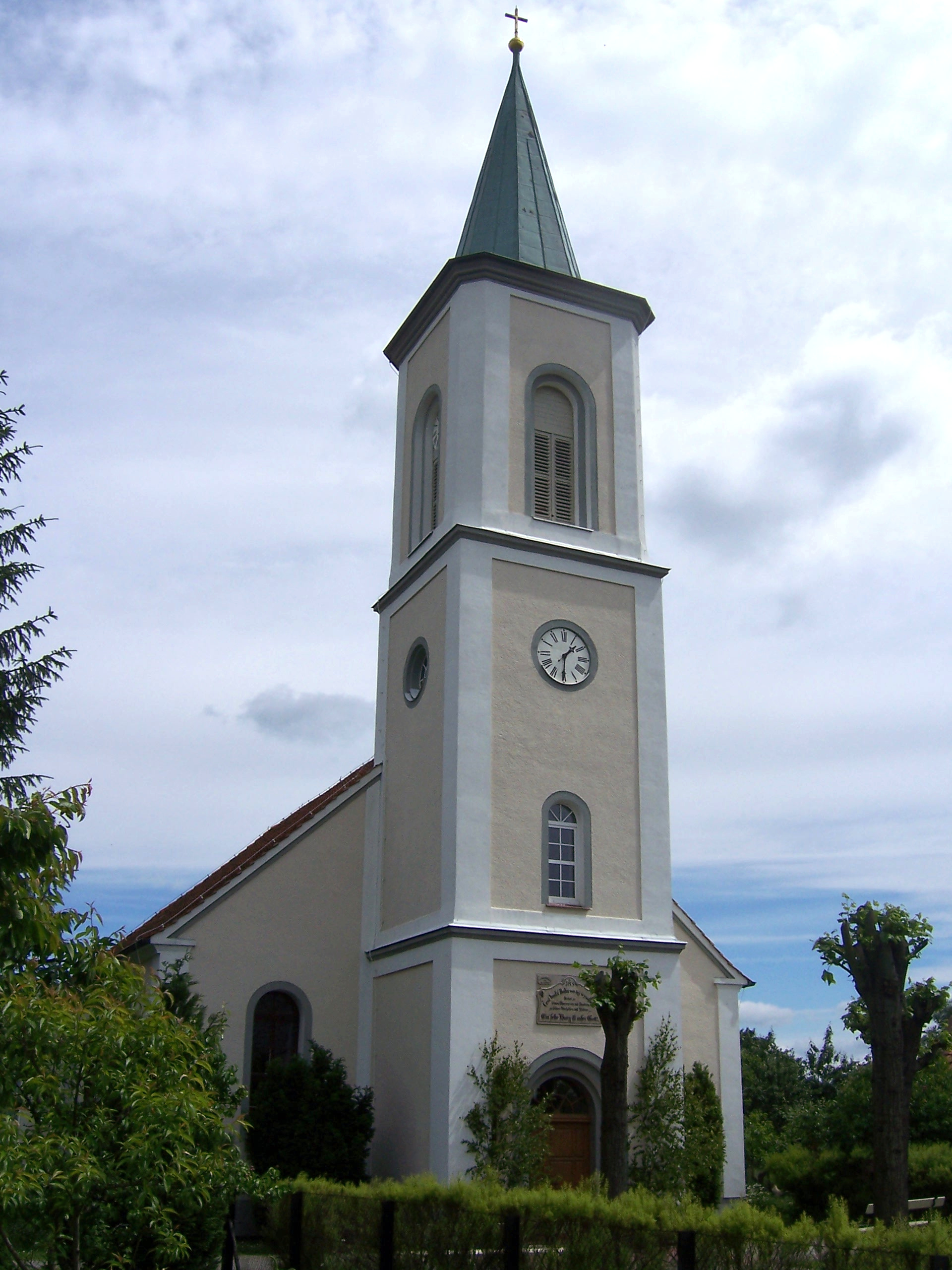
St.-Trinitatis-Kirche, Weigersdorf
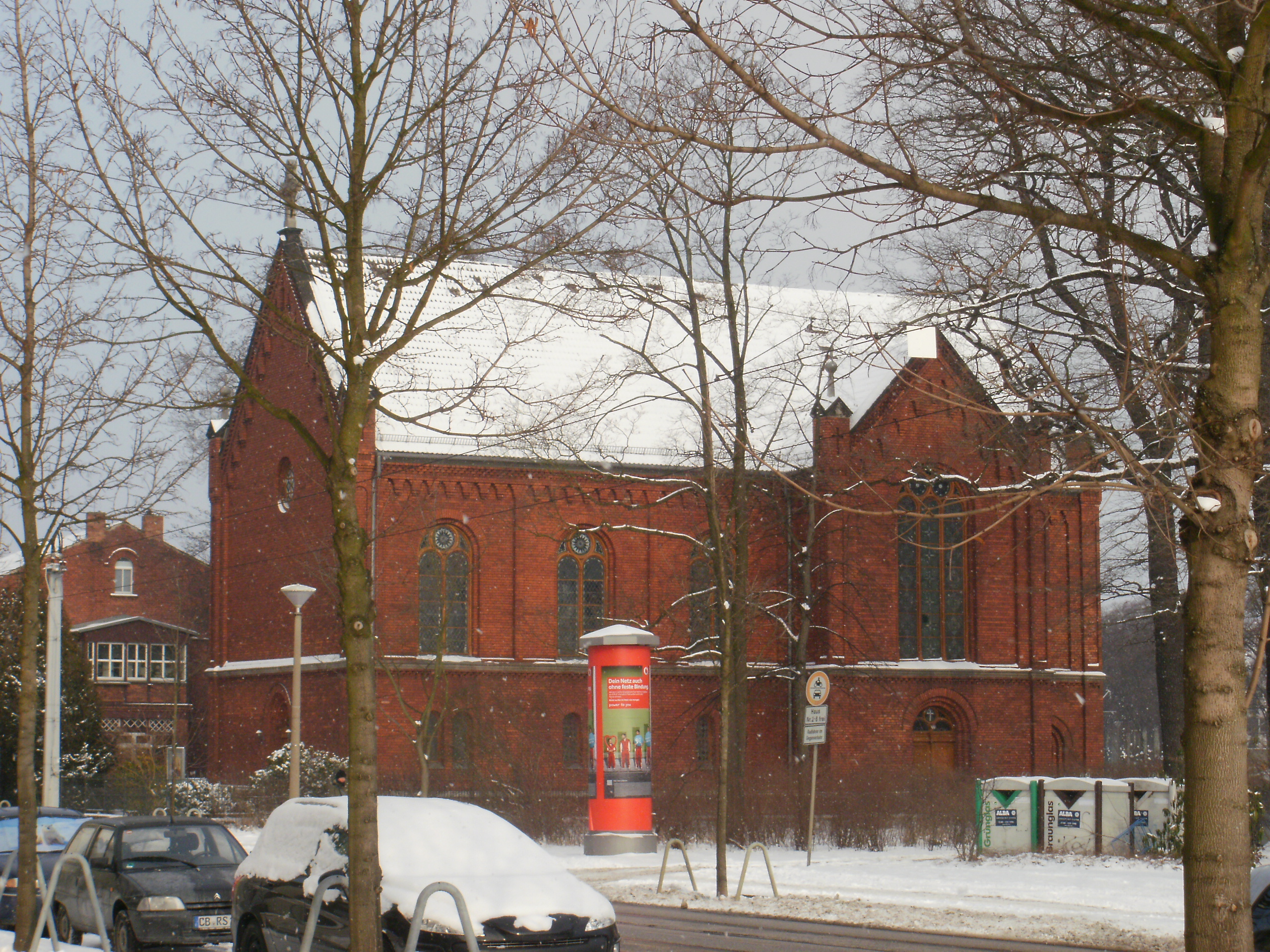
Kreuzkirche, Cottbus
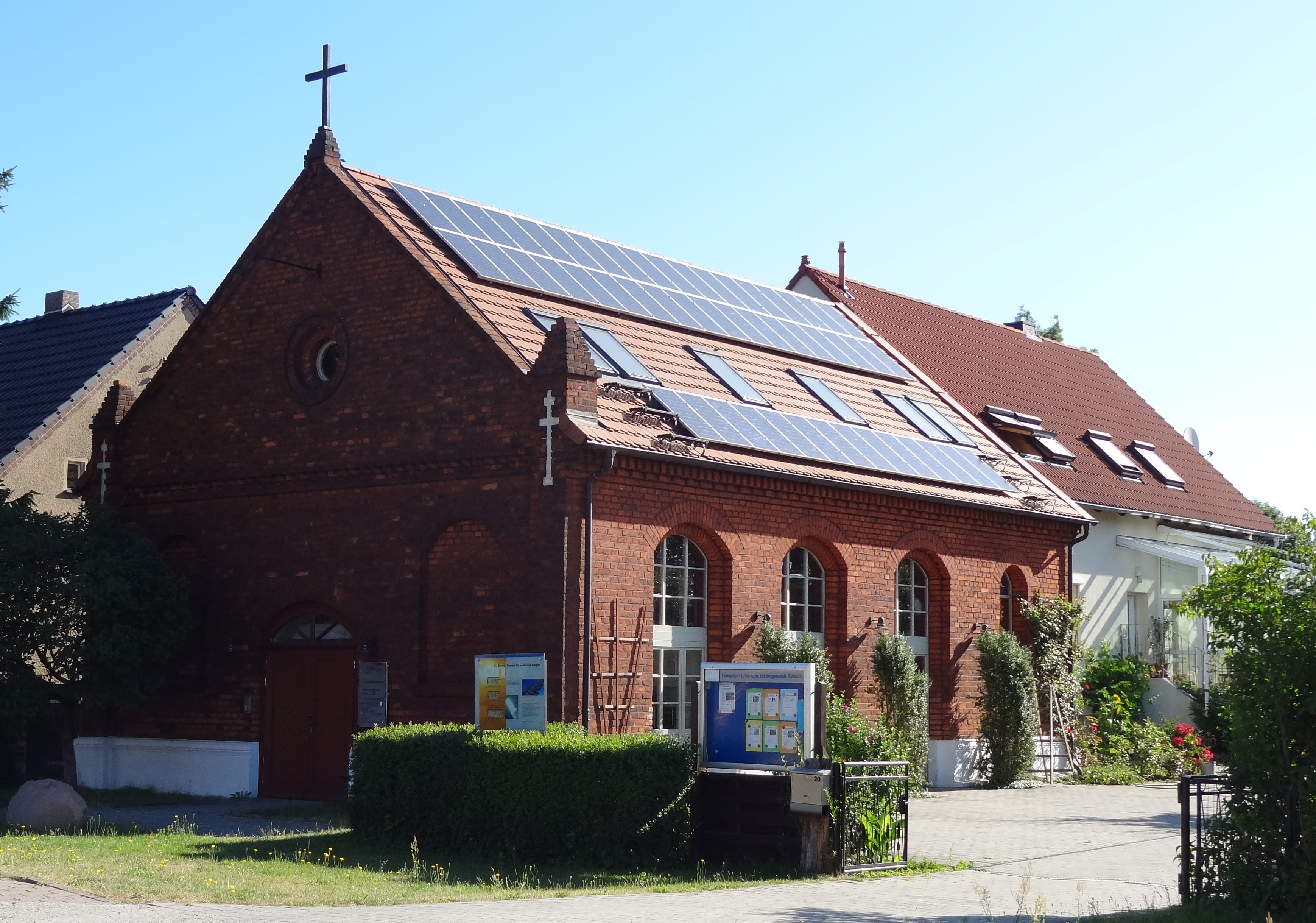
Petruskirche, Döbbrick
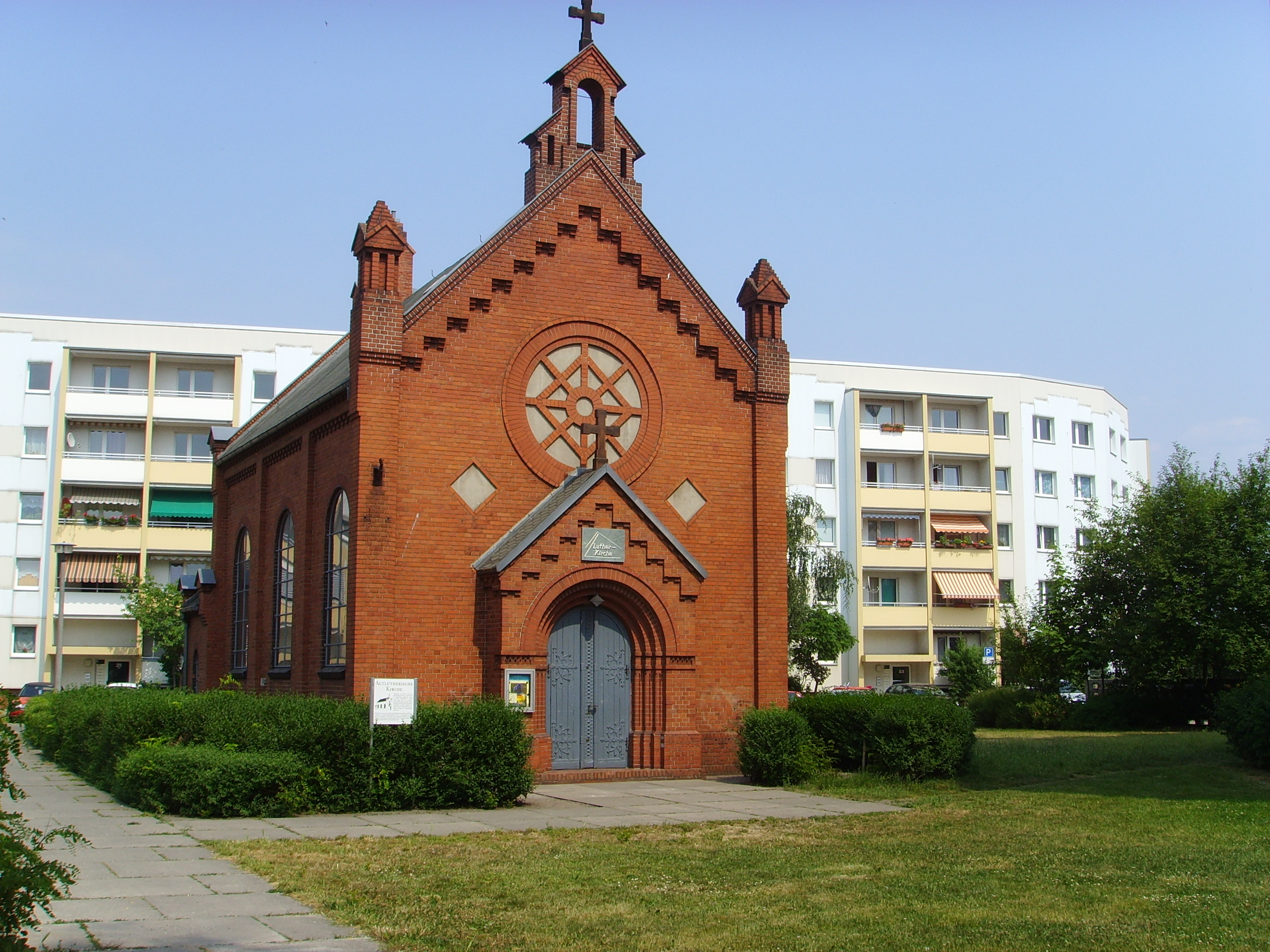
Lutherkirche, Senftenberg

## Superintendentur
Superintendent des Kirchenbezirks Lausitz ist seit 1996 Michael Voigt. Die Superintendentur befindet sich seit 2013 in Guben.

## Kirchenbezirksbeirat
Der Kirchenbezirksbeirat besteht aus dem Superintendenten, zwei Pfarrern und drei Laien.